# Corne de Sorebois
La Corne de Sorebois est une montagne des Alpes valaisannes en Suisse. Elle se trouve juste au nord de la Garde de Bordon.

## Toponymie
L'ancien nom de la Corne de Sorebois est « Cournier du Meidi ». Le mot « Sorebois » est composé à partir du latin « supra » et signifie « au-dessus de la forêt ». Selon Jules Guex, « corne » a des origines communes avec le mot « corniche », utilisé pour désigner des arêtes ou des rebords.

## Géographie
Elle est située sur le versant ouest du val de Zinal, juste au-dessus de Zinal. Elle sépare le val de Zinal du val de Moiry.

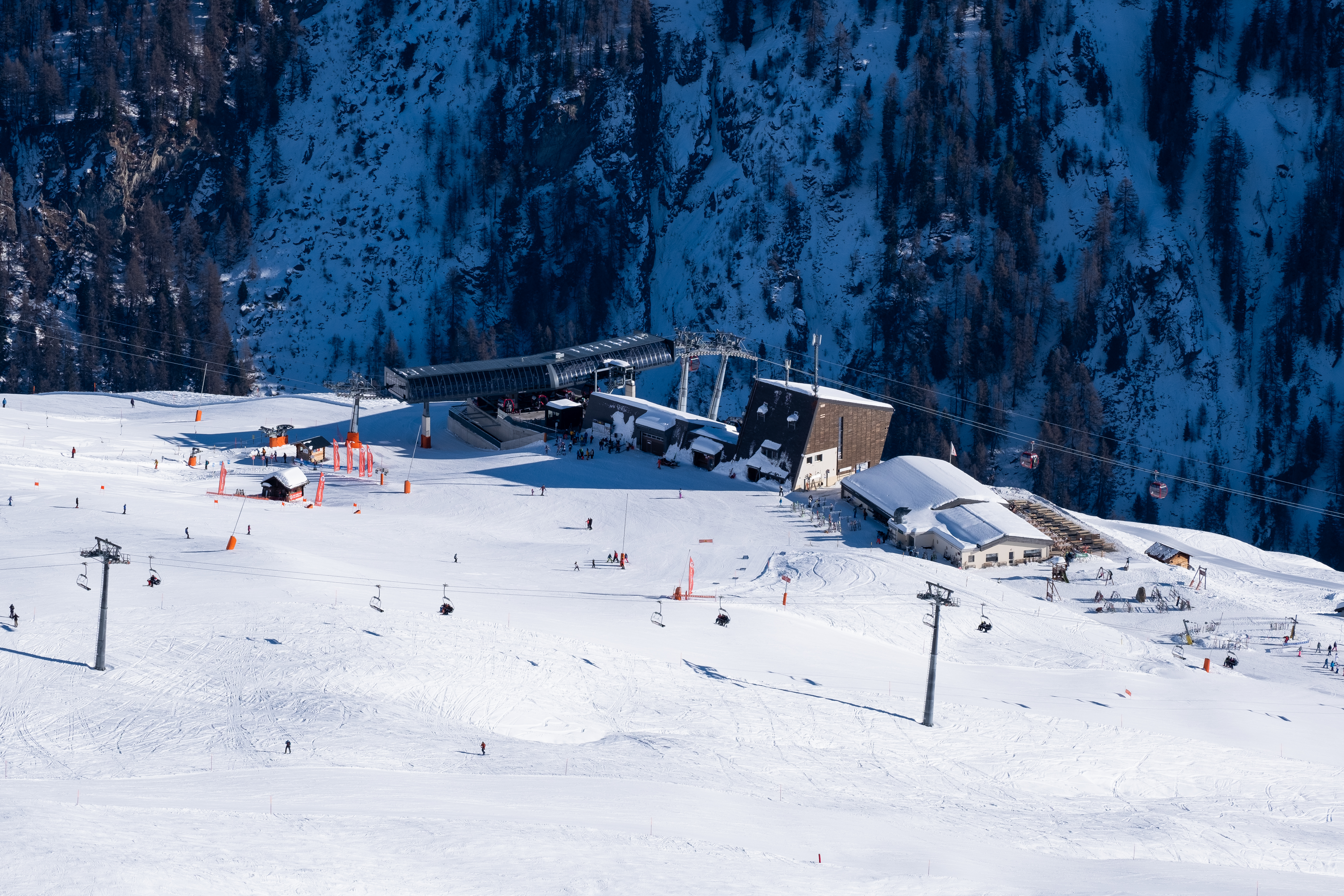
Station intermédiaire de la télécabine Zinal-Sorebois, ancienne arrivée du téléphérique et restaurant de Sorebois.
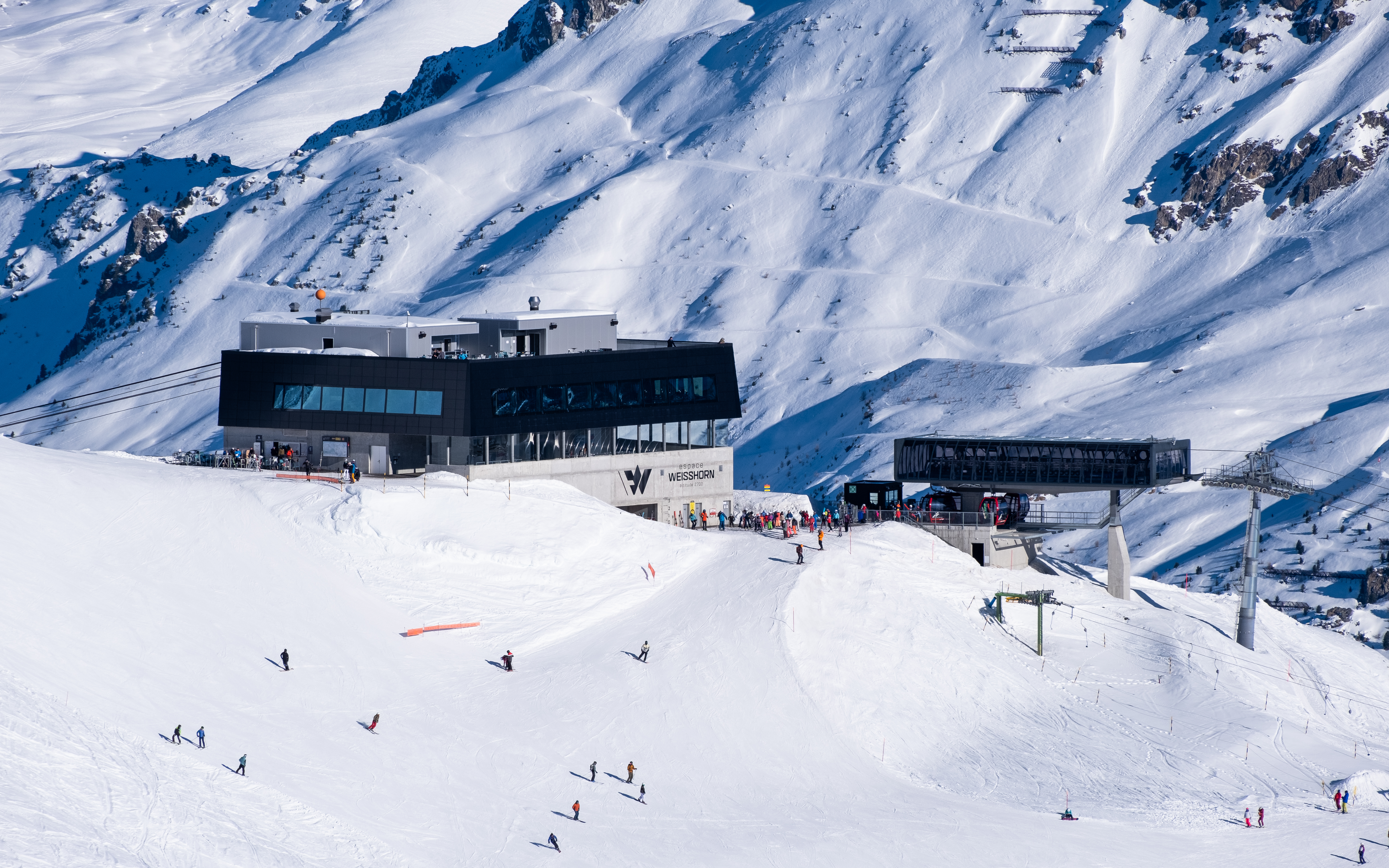
L'Espace Weisshorn : arrivée du téléphérique Grimentz-Sorebois et terminus de la télécabine Zinal-Sorebois.